# Zizula sylvia
Zizula sylvia är en fjärilsart som beskrevs av Nakahara 1922. Zizula sylvia ingår i släktet Zizula och familjen juvelvingar. Inga underarter finns listade i Catalogue of Life.